# Cantonul Fréjus
Cantonul Fréjus este un canton din arondismentul Draguignan, departamentul Var, regiunea Provence-Alpes-Côte d'Azur, Franța.

## Comune
- Bagnols-en-Forêt
- Fréjus (reședință)
- Les Adrets-de-l'Estérel